# クリステン・スチュワート
クリステン・スチュワート（Kristen Stewart, 本名: Kristen Jaymes Stewart, クリステン・ジェイムス・スチュワート、1990年4月9日 ‐ ）は、アメリカ合衆国で活動する女優。『トワイライト』シリーズのベラ・スワン役で知られている。

## 生い立ち
カリフォルニア州ロサンゼルス出身。父親のジョン・スチュワートはFoxのプロデューサー、母親のジュールズ・マン＝スチュワートはオーストラリア・サンシャイン・コースト出身の脚本家、兄のキャメロンはサーファー。もう一人養子である弟テイラーがいる。

## キャリア
1999年のテレビ映画『マーメイド・ボーイ 僕って人魚!?』のエキストラ出演で映画デビュー。
2002年公開の『パニック・ルーム』で主演がニコール・キッドマンからジョディ・フォスターに交代したことから、娘役も当初キャスティングされていたヘイデン・パネッティーアからクリステンに代わった。この作品でハリウッド注目の子役となる。
2008年にはステファニー・メイヤー原作のベストセラー小説『トワイライト』に主演のベラ・スワン役で出演。映画は1億ドルを超えるヒットとなり大ブレイク、この作品でMTVムービー・アワード女優賞を受賞。翌年公開の続編も大ヒットとなり、英国アカデミー賞ライジング・スター賞を受賞。以降続編の『ニュームーン』、3作目の『エクリプス』など、トワイライト・サーガの全編でベラ役を演じた。
2015年、『アクトレス〜女たちの舞台〜』でセザール賞・助演女優賞を受賞。アメリカ出身者初の快挙となった。
2017年には短編映画ながらも監督デビューを果たす。
2020年、Netflixのシリーズ『Homemade/ホームメイド』において、自身が主演・脚本・監督を務めた短編映画『コオロギ』をリリースする。また同年には、女性カップルとその家族を描くクリスマス映画『ハピエスト・ホリデー 私たちのカミングアウト』の主演を務めている。
2021年、ダイアナ元妃がチャールズ皇太子との離婚を決意した数日間に焦点を当てた『スペンサー ダイアナの決意』にダイアナ役で主演、アカデミー賞やゴールデングローブ賞でのノミネートを始め、多数の主演女優賞を受賞した。
今後の予定として、長編映画の初監督や、シャーリーズ・セロンプロデュースのNetflixオリジナルドラマ『A Life in Men』、、ウィリアム・バロウズの初期の作品や手記を元にしたベン・フォスター監督作品 (作品名未定)、デヴィッド・クローネンバーグ監督のSFスリラー映画『クライムズ・オブ・ザ・フューチャー』などへの出演を控えている。

## 私生活
2017年、バイセクシュアルであることを公表した。
2004年公開の映画『speak』で共演した俳優のマイケル・アンガラノと交際していた。このころにアンガラノと玄関ポーチでマリファナを吸ったことがある。その後『トワイライト〜初恋〜』での共演をきっかけにロバート・パティンソンと交際。2012年に『スノーホワイト』の監督ルパート・サンダースとの不倫が発覚した。破局後一時復縁したが再度破局。
2013年半ばから2016年秋まで、当時自身の付き人であったVFXプロデューサーのアリシア・カーガイルと交際していた。2016年後半から2018年後半まで、ヴィクトリアズ・シークレット・エンジェルのスーパーモデル、ステラ・マックスウェルと交際していた。
2019年8月から、脚本家のディラン・マイヤーと交際。2021年11月、マイヤーからプロポーズされ婚約したことを発表した。彼女は2025年4月20日にマイヤーと結婚した。
2013年アメリカの新学期である9月から、UCLAの通信科を受講し米文学等以前から興味のある、作家・脚本系の科目を選択している。

## タトゥー
2013年、6月2日テネシー州ナッシュビルのタトゥーパーラー『Pride and Glory tattoo Parlor』のウェブサイトにスチュワートがタトゥーを入れたと掲載された。それによると、右の手の平と手首の境に縦のインフィニティマーク（無限大、メビウスの輪とも）と、左手首の外側にハードコアパンクバンド『BLACK FLAG』のマークと思われる、四本線を彫ったという。後にファッションウィークで訪れたCHANELで写真が撮られ、自身が人生初のタトゥーを入れたことが確認された。
その他に魚や王冠、右ひじ内側にゲルニカの一部を切り取ったタトゥーがある。

## 資産
2010年7月、『ニューヨーク・マガジン』によると、『トワイライト・サーガ/ブレイキング・ドーン Part1』と『トワイライト・サーガ/ブレイキング・ドーン Part2』でそれぞれ2500万ドル（日本円で約22億5000万円）の出演料が約束されており、作品がヒットすればさらにプラス1600万ドル（約14億4000万円）を手にすることになるという。ハリウッドにおいて2000万ドル以上の出演料を手にする俳優は「A級リスト俳優」と呼ばれ、ウィル・スミスやトム・クルーズなどの一握りの人物に限られており、20代の若手女優としては当時異例であった。
2011年2月、『ヴァニティ・フェア』誌が「2010年にハリウッドで最も稼いだ人たち」のランキングを発表し、2010年のギャラが推定で2,850万ドル（日本円で約23億3,700万円）になることがわかった。
2011年6月、経済誌『フォーブス』が「最も稼いでいる30歳未満のセレブ」を発表し、2,000万ドル（日本円で約20億円）を稼いで15位にランクインした。

## 主な作品

### 映画

#### 出演作品
| 年   | 題名                                                                                      | 役名                              | 備考                                            | 吹き替え                                          |
| ---- | ----------------------------------------------------------------------------------------- | --------------------------------- | ----------------------------------------------- | ------------------------------------------------- |
| 1999 | マーメイド・ボーイ 僕って人魚!? The Thirteenth Year                                       | 水飲み器に並ぶ少女                | ノンクレジット                                  |                                                   |
| 2000 | The Flintstones in Viva Rock Vegas                                                        | 輪を投げる少女                    | ノンクレジット                                  | N/A                                               |
| 2001 | The Safety of Objects                                                                     | サム・ジェニングス                |                                                 | N/A                                               |
| 2002 | パニック・ルーム Panic Room                                                               | サラ・アルトマン                  | 竹田まどか（ソフト版） 矢島晶子（テレビ朝日版） |                                                   |
| 2003 | コールド・クリーク/過去を持つ家 Cold Creek Manor                                          | クリスティン・ティルソン          | 清水理沙                                        |                                                   |
| 2004 | Speak                                                                                     | メリンダ・ソルディーノ            | N/A                                             |                                                   |
| 2004 | ミッションX Catch That Kid                                                                | マディ                            | 新井里美                                        |                                                   |
| 2004 | アンダートウ 決死の逃亡 Undertow                                                          | リラ                              |                                                 |                                                   |
| 2005 | Fierce People                                                                             | マヤ・オズボーン                  | N/A                                             |                                                   |
| 2005 | ザスーラ Zathura                                                                          | リサ・バドウィング                | 山岸愛梨（劇場公開版） 平野綾（日本テレビ版）   |                                                   |
| 2007 | ゴースト・ハウス The messengers                                                           | ジェス・ソロモン                  | 小島幸子                                        |                                                   |
| 2007 | ランド・オブ・ウーマン/優しい雨の降る街で In the Land of Women                            | ルーシー・ハードウィック          | （吹き替え版なし）                              |                                                   |
| 2007 | The Cake Eaters                                                                           | ジョージア                        | N/A                                             |                                                   |
| 2007 | イントゥ・ザ・ワイルド Into the Wild                                                      | トレイシー・タトロ                | 松井茜                                          |                                                   |
| 2007 | Cutlass                                                                                   | 少女時代のロビン                  | 短編映画                                        | N/A                                               |
| 2008 | イエロー・ハンカチーフ Yellow Handkerchief                                                | マーティーン                      |                                                 | 小島幸子                                          |
| 2008 | トラブル・イン・ハリウッド What Just Happened                                             | ゾーイ                            |                                                 |                                                   |
| 2008 | ジャンパー Jumper                                                                         | ソフィー                          | カメオ出演                                      | 折笠富美子（劇場公開版） 木下紗華（テレビ朝日版） |
| 2008 | トワイライト〜初恋〜 Twilight                                                             | ベラ・スワン                      |                                                 | 木下紗華（ソフト版） 桐谷美玲（日本テレビ版）     |
| 2009 | アドベンチャーランドへようこそ Adventureland                                              | エミリー・“エム”・レウィン        | 園崎未恵                                        |                                                   |
| 2009 | ニュームーン/トワイライト・サーガ New Moon                                                | ベラ・スワン                      | 木下紗華（ソフト版） 桐谷美玲（日本テレビ版）   |                                                   |
| 2010 | クリステン・スチュワート ロストガール Welcome to the Rileys                               | マロリー                          | （吹き替え版なし）                              |                                                   |
| 2010 | ランナウェイズ The Runaways                                                               | ジョーン・ジェット                | （吹き替え版なし）                              |                                                   |
| 2010 | エクリプス/トワイライト・サーガ Eclipse                                                   | ベラ・スワン                      | 上戸彩（劇場公開版） 木下紗華（ソフト版）       |                                                   |
| 2011 | トワイライト・サーガ/ブレイキング・ドーン Part1 The Twilight Saga: Breaking Dawn – Part 1 | ベラ・スワン / カレン             | 木下紗華                                        |                                                   |
| 2012 | オン・ザ・ロード On the Road                                                              | メリールウ                        | （吹き替え版なし）                              |                                                   |
| 2012 | スノーホワイト Snow White and the Huntsman                                                | スノーホワイト                    | 坂本真綾                                        |                                                   |
| 2012 | トワイライト・サーガ/ブレイキング・ドーン Part2 The Twilight Saga: Breaking Dawn – Part 2 | ベラ・カレン                      | 木下紗華                                        |                                                   |
| 2014 | レディ・ソルジャー Camp X-Ray                                                             | エイミー・コール                  | （吹き替え版なし）                              |                                                   |
| 2014 | アクトレス〜女たちの舞台〜 Clouds of Sils Maria                                           | ヴァレンティン                    | （吹き替え版なし）                              |                                                   |
| 2014 | アリスのままで Still Alice                                                                | リディア・ハウランド              | 木下紗華                                        |                                                   |
| 2014 | Anesthesia                                                                                | ソフィー                          | N/A                                             |                                                   |
| 2015 | エージェント・ウルトラ American Ultra                                                     | フィービー・ラーソン              | 木下紗華                                        |                                                   |
| 2015 | ロスト・エモーション Equals                                                               | ニア                              | （吹き替え版なし）                              |                                                   |
| 2016 | ライフ・ゴーズ・オン 彼女たちの選択 Certain Women                                         | エリザベス・トラヴィス            | （吹き替え版なし）                              |                                                   |
| 2016 | カフェ・ソサエティ Café Society                                                           | ヴォニー                          | （吹き替え版なし）                              |                                                   |
| 2016 | パーソナル・ショッパー Personal Shopper                                                   | モウリーン                        | 木下紗華                                        |                                                   |
| 2016 | ビリー・リンの永遠の一日 Billy Lynn's Long Halftime Walk                                  | キャスリン                        | 木下紗華                                        |                                                   |
| 2018 | モンスターズ 悪魔の復讐 Lizzie                                                            | ブリジット・サリヴァン            | TBA                                             |                                                   |
| 2018 | ふたりのJ・T・リロイ ベストセラー作家の裏の裏 JT LeRoy                                    | サヴァンナ・クヌープ / J.T.リロイ | 日本公開は2020年                                | （吹き替え版なし）                                |
| 2019 | セバーグ Seberg                                                                           | ジーン・セバーグ                  |                                                 | 木下紗華                                          |
| 2019 | チャーリーズ・エンジェル Charlie's Angels                                                 | サビーナ・ウィルソン              | 日本公開は2020年                                | 木下紗華                                          |
| 2020 | アンダーウォーター Underwater                                                             | ノラ・プライス                    | 日本ではiTunes配信                              | 木下紗華                                          |
| 2020 | ハピエスト・ホリデー 私たちのカミングアウト Happiest Season                               | アビー                            |                                                 | 白石涼子                                          |
| 2021 | スペンサー ダイアナの決意 Spencer                                                         | ウェールズ公妃ダイアナ            | （吹き替え版なし）                              |                                                   |
| 2022 | クライムズ・オブ・ザ・フューチャー Crimes of the Future                                   | ティムリン                        | （吹き替え版なし）                              |                                                   |
| 2024 | Love Me                                                                                   | ブイ                              |                                                 |                                                   |
| 2024 | 愛はステロイド Love Lies Bleeding                                                         | ルー                              |                                                 |                                                   |
| 2024 | Sacramento                                                                                | Rosie                             |                                                 |                                                   |
| TBA  | The Wrong Girls                                                                           |                                   | 兼脚本・製作                                    |                                                   |

#### 監督作品
| 年   | 題名                    | 備考                                       |
| ---- | ----------------------- | ------------------------------------------ |
| 2014 | "Take Me To The South"  | Sage + the Saintsのミュージックビデオ      |
| 2017 | Come Swim               | 短編映画                                   |
| 2017 | "Down Side of Me"       | Chvrchesのミュージックビデオ               |
| 2020 | コオロギ Crickets       | Netflixシリーズの『Homemade/ホームメイド』 |
| 2025 | The Chronology of Water | リディア・ユクナヴィッチ原作の長編映画     |

### テレビ
| 年   | 題名                                         | 役名         | 備考                                                      |
| ---- | -------------------------------------------- | ------------ | --------------------------------------------------------- |
| 2008 | The Sarah Silverman Program                  | アナウンサー | クレジットなし                                            |
| 2017 | サタデー・ナイト・ライブ Saturday Night Live | ホスト       | エピソード: "クリステン・スチュワート/アレッシア・カーラ" |
| 2019 | サタデー・ナイト・ライブ Saturday Night Live | ホスト       | エピソード: "クリステン・スチュワート/コールドプレイ"     |

### ミュージックビデオ
| 年   | 題名                                            | 備考                   |
| ---- | ----------------------------------------------- | ---------------------- |
| 2011 | "I Was Broken"                                  | マーカス・フォスター   |
| 2014 | "Just One of the Guys"                          | ジェニー・ルイス       |
| 2016 | シェイク・エム・オン・ダウン "Ride 'Em On Down" | ローリング・ストーンズ |
| 2018 | "If You Really Love Nothing"                    | インターポール         |

## 日本語吹き替え
『トワイライト〜初恋〜』以降、木下紗華が大半の作品を担当している。
このほかにも、小島幸子、松井茜、坂本真綾、白石涼子なども声を当てている。

## 受賞とノミネート
『トワイライト〜初恋〜』(2008年)
- MTVムービー・アワード 演技賞、ベスト・キス賞受賞

『スノーホワイト』(2012年)
- ゴールデンラズベリー賞最低主演女優賞受賞

『トワイライト・サーガ/ブレイキング・ドーン Part2』
- MTVムービー・アワード ベスト・キス賞受賞
- ゴールデンラズベリー賞最低主演女優賞受賞

『アクトレス〜女たちの舞台〜』(2014年)
- セザール賞助演女優賞受賞
- 全米映画批評家協会賞助演女優賞受賞
- ニューヨーク映画批評家協会賞助演女優賞受賞
- ロサンゼルス映画批評家協会賞助演女優賞次点[30]
- ボストン映画批評家協会賞助演女優賞[31]
- ボストン・オンライン映画批評家協会賞助演女優賞受賞

『スペンサー ダイアナの決意』(2021年)
- アカデミー主演女優賞ノミネート
- ゴールデングローブ賞主演女優賞 (ドラマ部門)ノミネート
- 放送映画批評家協会賞主演女優賞ノミネート
- シカゴ映画批評家協会賞主演女優賞受賞
- ダラス・フォートワース映画批評家協会賞主演女優賞受賞
- セントルイス映画批評家協会賞主演女優賞受賞
- ワシントンD.C.映画批評家協会賞主演女優賞受賞